# Artediellus pacificus
Artediellus pacificus es una especie de pez del género Artediellus, familia Cottidae. Fue descrita científicamente por Gilbert en 1896.
Se distribuye por el Pacífico Norte: mar de Bering hasta el sureste de Alaska. La longitud total (TL) es de 5,7 centímetros. Habita en fondos de barro y arena. Puede alcanzar los 137 metros de profundidad.
Está clasificada como una especie marina inofensiva para el ser humano.